# Schlacht von Vincy
Die Schlacht von Vinc(h)y im Jahre 717 war die entscheidende Auseinandersetzung zwischen Karl Martell und seinen austrasischen Anhängern auf der einen und dem Merowingerkönig Chilperich II. und dessen Hausmeier Raganfrid auf der anderen Seite. Karl Martell konnte die Schlacht für sich entscheiden und stieg dadurch zum mächtigsten Mann im Frankenreich auf.
Der Bürgerkrieg um die Macht im Frankenreich dauerte bereits seit 715 an. Zuletzt war Karl Martell in der Schlacht von Amel (heute: Belgien) im Jahr 716 siegreich gewesen. Raganfrid und der von ihm abhängige merowingische Schattenkönig Chilperich zogen sich daraufhin nach Neustrien zurück. Karl setzte ihnen nicht sofort nach, sondern nutzte die Gelegenheit zunächst, um seine Truppen zu sammeln. Er provozierte dann seine Gegner, um sie an einem Ort und zu einem Zeitpunkt seiner Wahl stellen zu können. In den Wochen vor Ostern (Marco Kamradt zufolge) kam es bei Vincy in der Nähe von Cambrai zur Schlacht. Karls Truppen blieben siegreich. Der Sieg wurde in den karolingerfreundlichen Quellen besonders herausgestellt, da durch diese Schlacht die Machtstellung der später so genannten Karolinger gefestigt wurde.
Karl proklamierte anschließend Chlothar IV. (möglicherweise der Sohn von Childebert III.) zum König, um so einen ihm ergebenen merowingischen Gegenspieler Chilperichs zu haben. Außerdem setzte Karl Rigobert, den Bischof von Reims und Anhänger der Neustrier, ab und verbannte ihn in die Gascogne. An dessen Stelle setzte Karl Milo ein. In der Schlacht bei Soissons (718) unterlagen Chilperich II. und Raganfrid erneut und besaßen nunmehr zwar noch ihre Titel (Karl setzte nach Chlotars Tod 719 Chilperich als neuen Schattenkönig ein), waren aber ihrer Macht faktisch beraubt.